# Église Saint-Martin d'Ivry-la-Bataille
 (mai 2022).
Si vous disposez d'ouvrages ou d'articles de référence ou si vous connaissez des sites web de qualité traitant du thème abordé ici, merci de compléter l'article en donnant les références utiles à sa vérifiabilité et en les liant à la section « Notes et références ».
L'église Saint-Martin est un édifice religieux catholique situé à Ivry-la-Bataille, dans le département de l'Eure, en France. Elle est placée sous le patronage de saint Martin. Cette église fait l'objet d'une inscription au titre des monuments historiques en 1958.

## Historique
Elle date de la fin du XVe, début du XVIe siècle. Diane de Poitiers, qui voulait établir un chapitre, en fit poser les fondations (le chœur avec abside à trois pans, deux bas-côtés et une partie de la nef). Mais l'ouvrage ne fut pas poursuivi. Il reste de cette première construction quelques sculptures au chevet.
La flèche et les voûtes furent arrachées par la foudre en 1664 tandis qu'un ouragan démolissait le toit en 1688. Au XIXe siècle, il fallut consolider le clocher, victime d'un affaissement de terrain.
Sur le chevet, on peut lire l'inscription « Temple de la raison et de la philosophie », vestige des transformations des lieux de cultes chrétiens en cultes révolutionnaires (automne 1793-été 1794), avec en dessous la devise « Liberté. Égalité. Fraternité ».
Jacques-Désiré Laval qui résidait à Ivry et exerçait la médecine dans les années 1830, fut nommé prêtre en 1838. C’est dans l'église qu'il regroupa les fidèles pour y célébrer le mois de Marie, devant une statue de la Vierge qui existe toujours. En 1841, il s’embarqua pour l'île Maurice ou il mourut en 1864.

## Description
La nef est un mélange d'arcatures en plein cintre, de fenêtres à meneaux flamboyants et de piliers carrés du XVIIIe siècle, ainsi que la voûte en berceau.

### Intérieur
On y trouve :
- Des fonts baptismaux, du XIVe siècle
- Une statue de la Vierge à l'Enfant, en pierre polychrome du XVe siècle, époque de Louis XII ;
- Une statuette sur fût de colonne de l'école italienne du XVe siècle représentant le Christ à la flagellation.

La cloche qui se trouve à gauche en entrant pèse 1 500 kilos et a été fondue en 1538. Elle a sonné le 14 mars 1590 pour la victoire d'Henri IV. Elle porte le nom de Saint Martin.
L’église, renferme un ensemble de vitraux, rappelant le passé industriel de la ville et un magnifique vitrail, don de madame veuve Auguste Laval, née Julie Ledoux, belle-sœur de Jacques-Désiré Laval, qui résume toute la vie de ce bon Père. Au centre y est représenté le Père, prêchant aux noirs de l’île Maurice et, sur son lit de mort, guérissant Caroline Prosper. De chaque côté, en haut du vitrail, deux images en l’honneur des saints patrons d’Auguste Lavallois Pierre et de sa femme Julie ; plus bas, des paysages de l'île Maurice, la rade de Port-Louis, le Pouce, des champs de canne, le tombeau de l’apôtre, l’ancienne cathédrale et l’église de Pamplemousses.

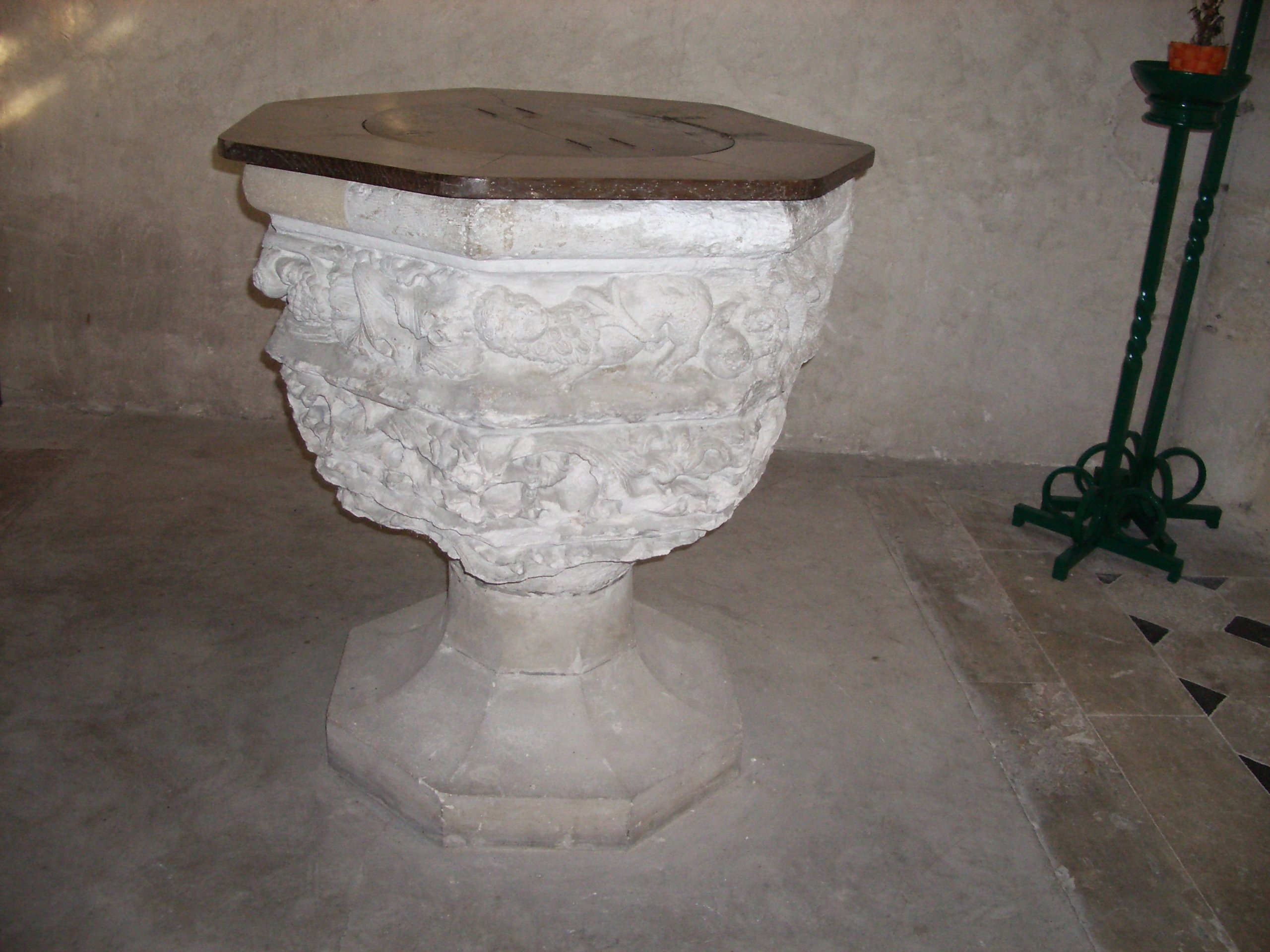
Les fonts baptismaux.
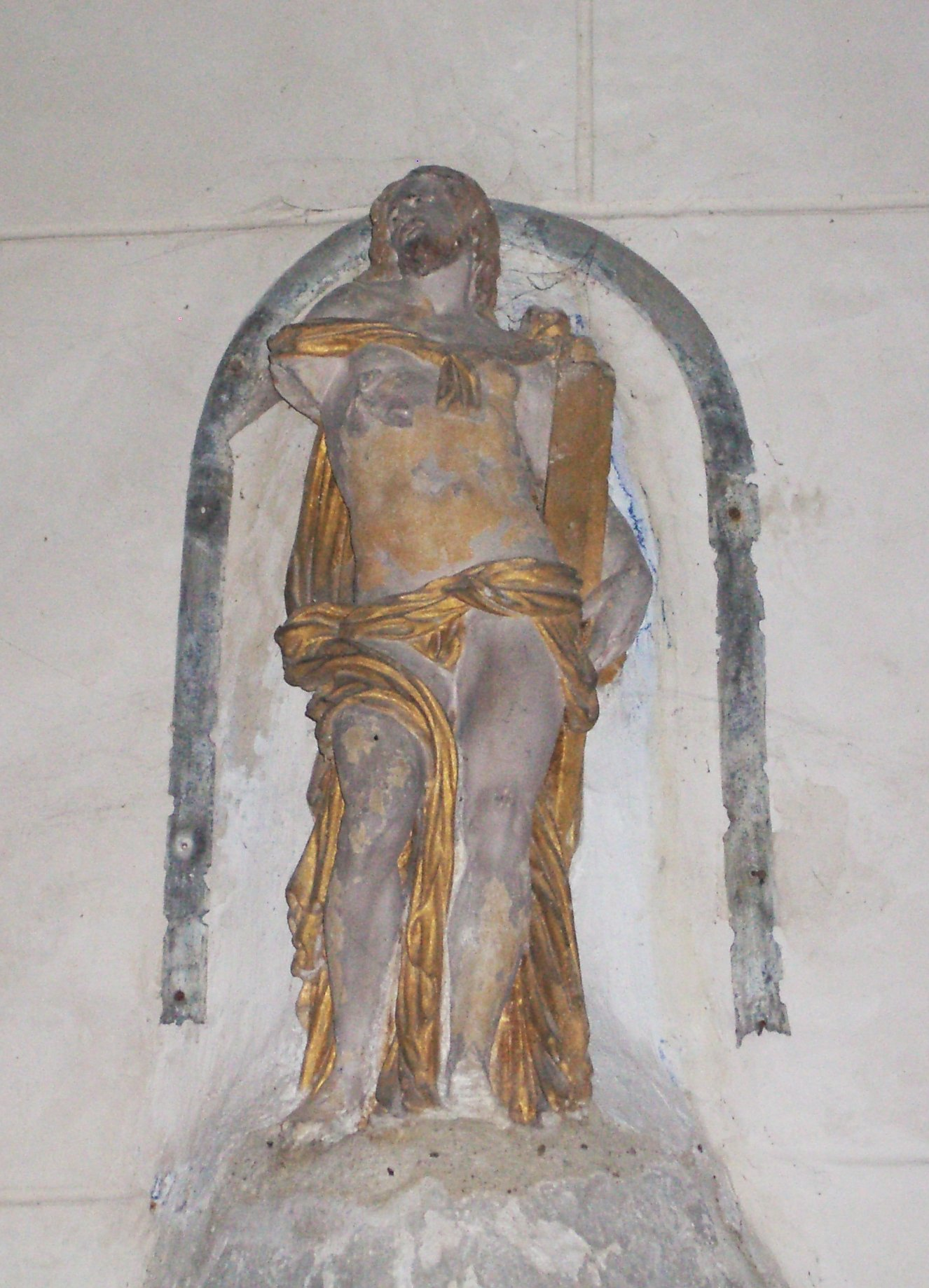
Le Christ en flagellation.
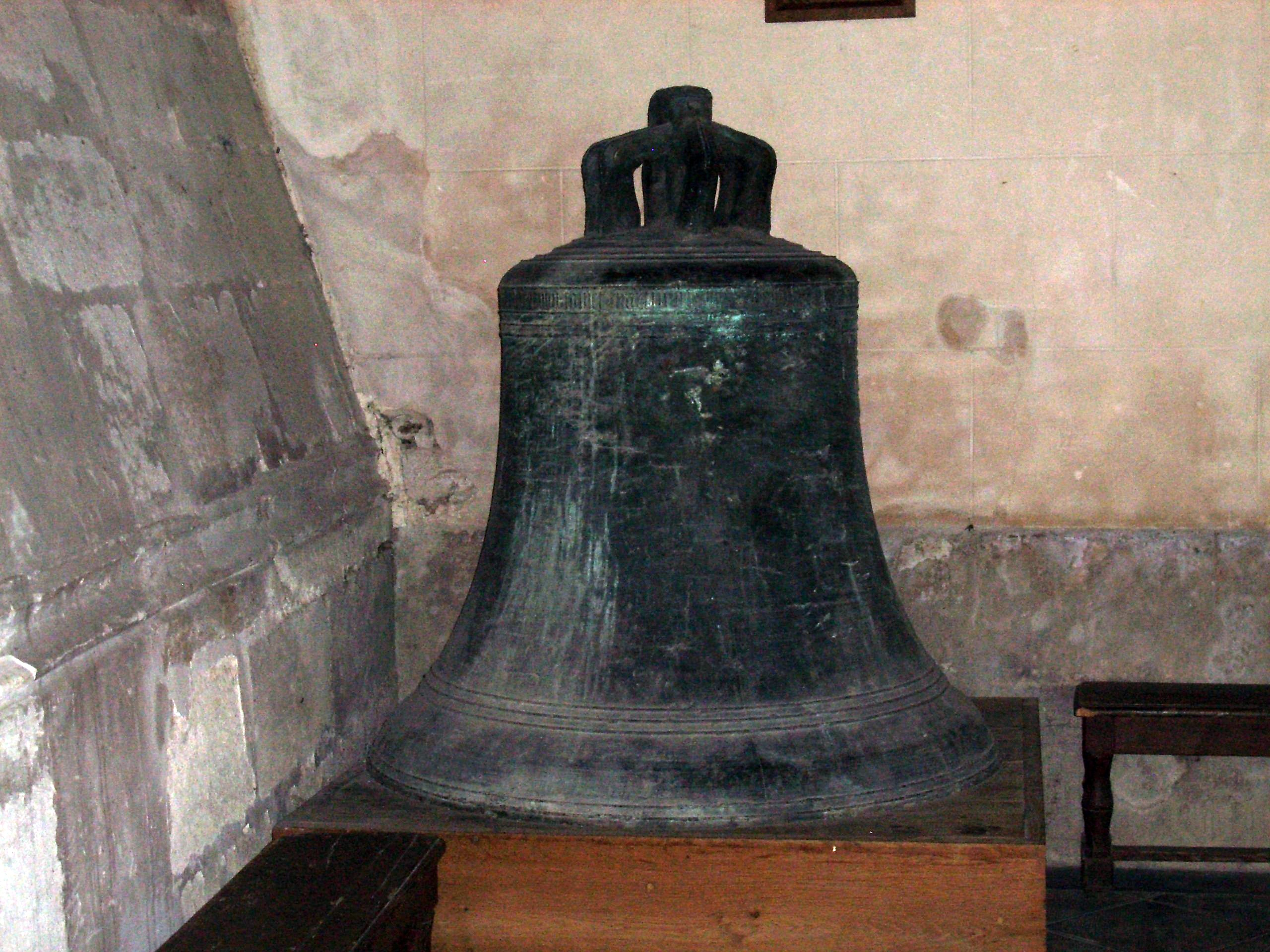
La cloche Saint Martin.
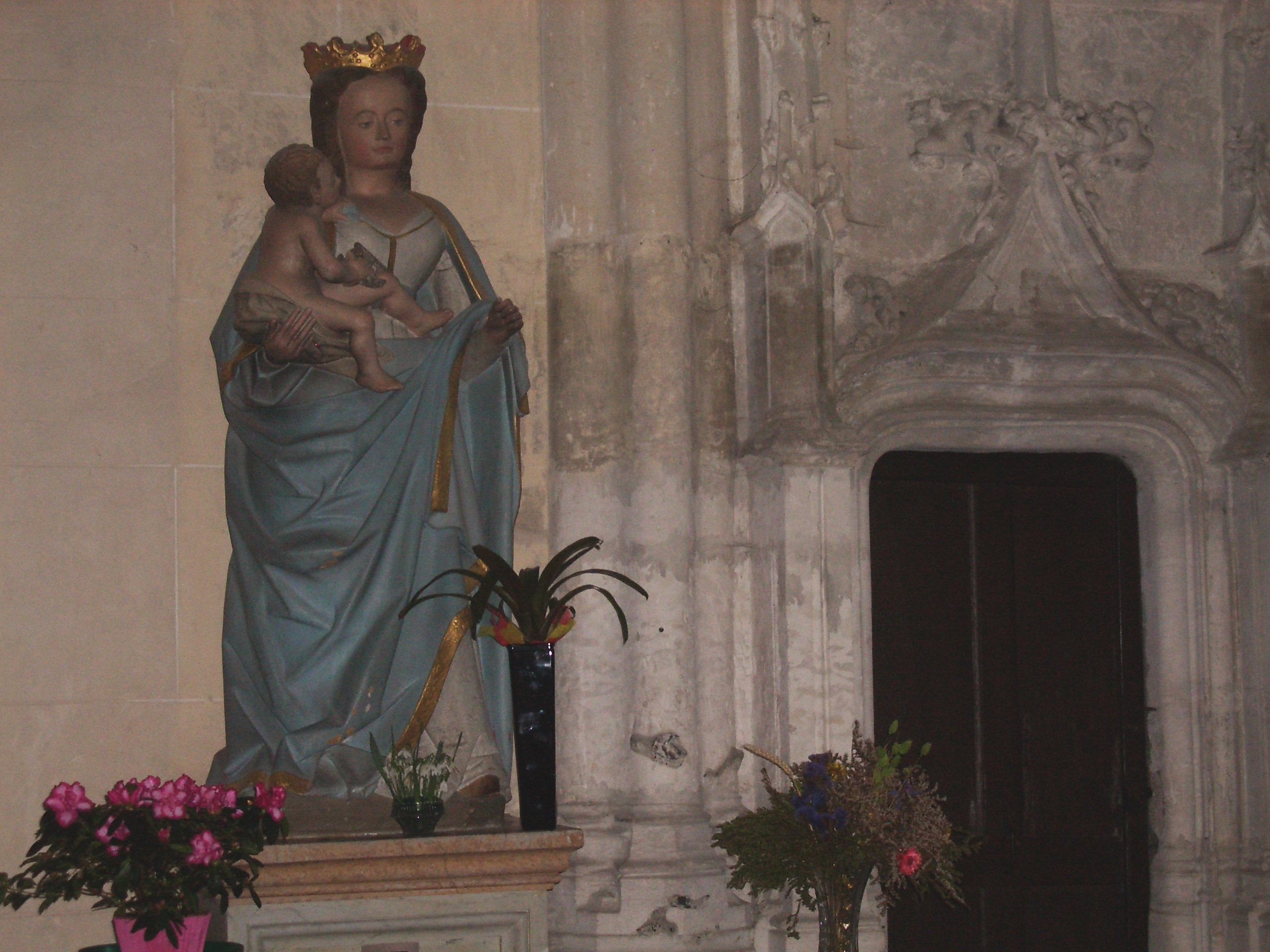
Vierge en pierre polychrome.
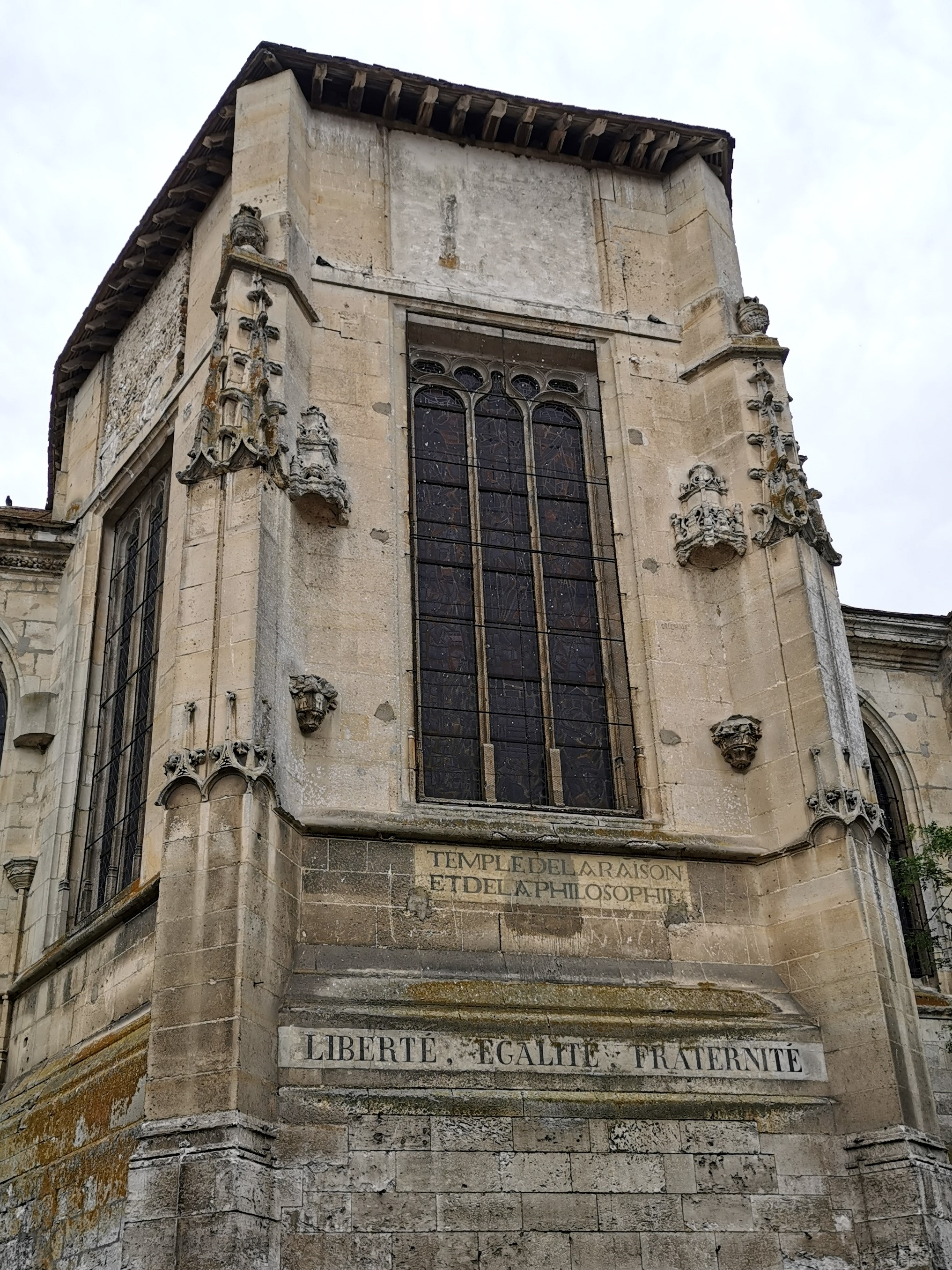
Temple de la raison, inscription sur le chevet (1794).
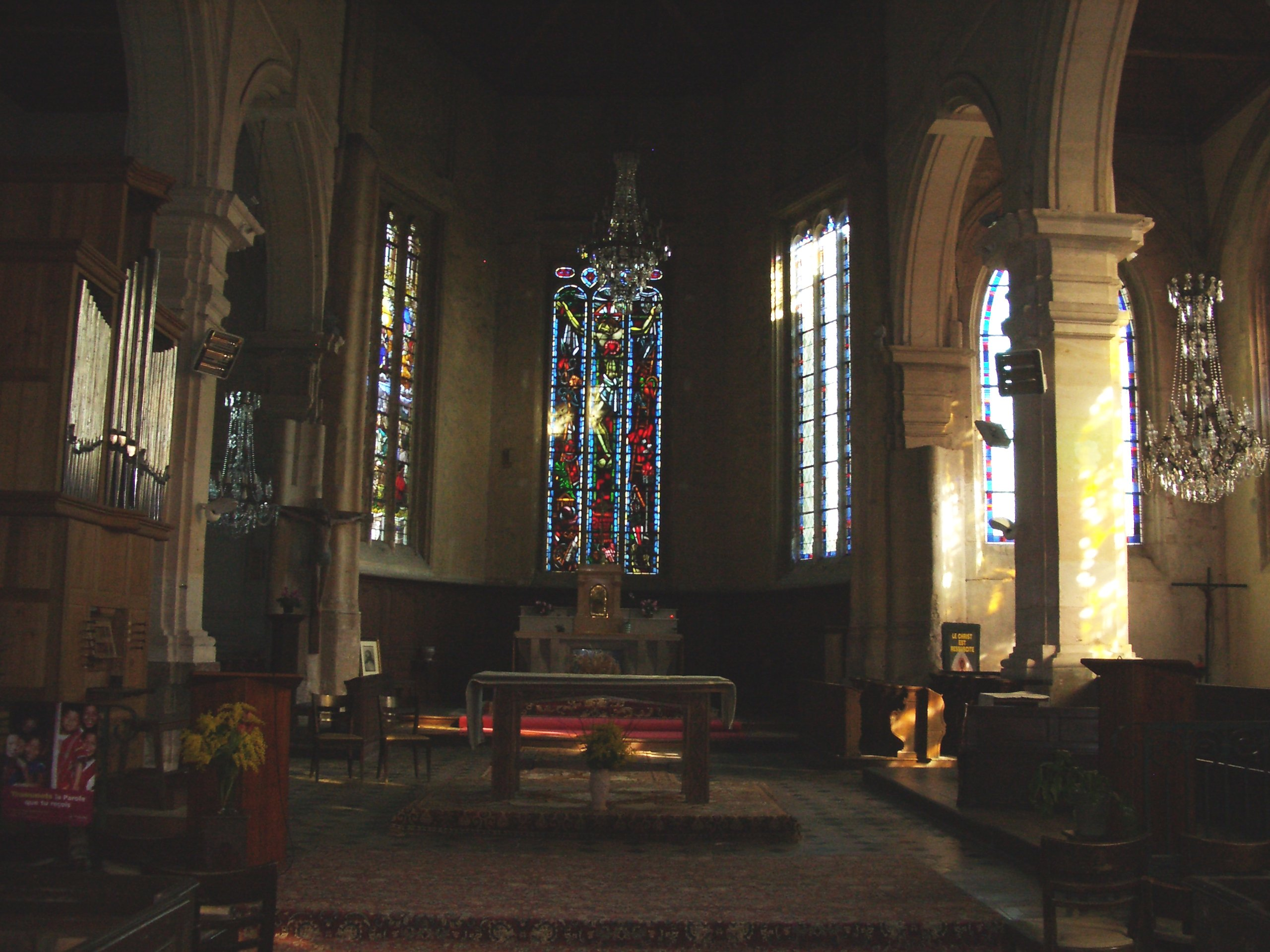
L'intérieur.